# Ceratophylloidea
Super-famille
Les Ceratophylloidea sont une super-famille d'insectes de l'ordre des Siphonaptera, c'est-à-dire les puces. Elle comprend quatre familles. Ceratophyllus est le genre type.

## Liste des familles
Selon Catalogue of Life (13 juin 2021) et BioLib (13 juin 2021) :
- Ceratophyllidae Dampf, 1908
- Ischnopsyllidae Wahlgren, 1907
- Leptopsyllidae Rothschild et Jordan, 1915
- Xiphiopsyllidae Wagner, 1939